# Llista d'abats de Sant Quirze de Colera
La Llista d'abats de Sant Quirze de Colera comença amb els llegendaris Libuci i Asinari, soldats de Carlemany i acaba amb l'últim abat el 1584 quan el monestir va passar a dependre de Sant Pere de Besalú.

## Abats
- Libuci, abans de 844.
- Asinari, germà de l'anterior i també abans de 844.
- Guiemon, 844?
- Manuel (927-935), el primer de qui es tenen dades documentals comprovables.
- Guillem 966.
- Irminiscle, 976.
- Amblard, 1012-1019.
- Berenguer, 1061.
- Pere, 1091-1093.
- Berenguer, 1114-1123.
- Guillem, 1198.
- Bernat, 1204.
- Berenguer de Maçanet, 1208-1223.
- Bernat Guerau, 1223-1242.
- Pere, 1250-1264.
- Ramon de Bianya, 1270-1296.
- Berenguer de Vilatenim, 1297-1320.
- Pere, 1321.
- Vicenç de Vila-robau, 1322.
- Pere, 1323-1355.
- Donori, 1356.
- Guillem de Castro, 1359-1375.
- Arnau, 1377-1384.
- Pere Bosc, 1384.
- Guillem, 1390-1400.
- Jaume Despujol, 1409-1421.
- Benet, 1426.
- Joan, 1429.
- Albert o Asbert d'Abellars, 1441-1443. Possiblement es tracta de la mateixa persona que el 1423 era abat de Sant Llorenç del Mont.[1]
- Berenguer, 1448.
- Galceran de Montpalau Samasó, 1461-1476.
- Tomàs de Llupià, 1488.
- Galceran de Rocabertí, 1488-1489.
- Galceran de Rocabruna, 1489-1522.

### Abats comendataris
- Guillem Ramon de Mont-rodon, 1533.
- Pere, 1547.
- Gaspar de Paratge, 1549-1559.
- Pere Vicenç, 1584.